# Широке (Скадовський район)
Широ́ке — село в Україні, у Скадовській міській громаді Скадовського району Херсонської області. Населення становить 1347 осіб.

## Історія
Відповідно до Розпорядження Кабінету Міністрів України від 12 червня 2020 року № 726-р «Про визначення адміністративних центрів та затвердження територій територіальних громад Херсонської області» увійшло до складу Скадовської міської громади.
24 лютого 2022 року село тимчасово окуповане російськими військами під час російсько-української війни.

## Населення
Згідно з переписом УРСР 1989 року чисельність наявного населення села становила 1284 особи, з яких 616 чоловіків та 668 жінок.
За переписом населення України 2001 року в селі мешкало 1347 осіб.

### Мова
Розподіл населення за рідною мовою за даними перепису 2001 року:
| Мова            | Кількість | Відсоток |
| --------------- | --------- | -------- |
| українська      | 1185      | 87.97%   |
| російська       | 105       | 7.80%    |
| вірменська      | 43        | 3.19%    |
| білоруська      | 5         | 0.37%    |
| румунська       | 3         | 0.22%    |
| грецька         | 2         | 0.15%    |
| інші/не вказали | 4         | 0.30%    |
| Усього          | 1347      | 100%     |

## Відомі люди
- Романюк Олександр Іванович (1933 — ?) — Герой Соціалістичної Праці, депутат Верховної Ради УРСР 6-9-го скликання.